# Island Girl
Island Girl – debiutancki album zespołu Aleksandra Kwasniewska & The Belgian Sweets, wydany w 2008 roku. Został wyprodukowany przez Pedro De Bruyckere i nagrany w analogowym studiu nagrań w belgijskiej wsi Zwalm.

## Lista utworów
1. Bear It All
2. Śpiący Jednorożec
3. Home
4. Cichy Zapada Zmrok
5. Coney Island Girl
6. The Moon's A Harsh Mistress
7. Śnij
8. Zachodźże Słoneczko
9. Bądź Przy mnie blisko
10. Manha De Carnaval

## Skład
- Aleksandra Kwasniewska – śpiew
- Peter Ryckeboer - pianino
- Koen Kimpe – kontraba
- Niels Delvaux – perkusja